# Rally del Messico 2004
Il Rally del Messico 2004, ufficialmente denominato 1º Corona Rally México (18º Corona Rally México secondo altre fonti), è stata la terza prova del campionato del mondo rally 2004 nonché la diciottesima edizione del Rally del Messico e la prima con valenza mondiale. 
La manifestazione si è svolta dal 12 al 14 marzo sugli sterrati polverosi che attraversano gli altopiani dello stato del Guanajuato, al centro del paese centroamericano; le 15 prove speciali si svolsero nei territori compresi tra la città di León, base designata del rally nonché sede unica del parco assistenza, e quella di Guanajuato, situata 52 km a est di León dove giovedì 11 marzo si svolse la cerimonia di apertura; per tutta la durata della competizione si gareggiò ad altitudini superiori ai 2000 m s.l.m., con un massimo di 2700 raggiunto nella prima giornata.
L'evento è stato vinto dall'estone Markko Märtin, navigato dal britannico Michael Park, alla guida di una Ford Focus RS WRC 03 della squadra Ford BP Rallye Sport, al loro terzo successo in carriera; al secondo posto si piazzarono la coppia belga formata dai compagni di squadra François Duval e Stéphane Prévot, al loro secondo podio stagionale, e al terzo quella spagnola composta da Carlos Sainz e Marc Martí, su Citroën Xsara WRC del team Citroën Total WRT, per la prima volta sul podio nel 2004. Loeb continuò a guidare la classifica piloti a pari punti con Märtin, entrambi con un vantaggio di 4 punti su Marcus Grönholm; tra i costruttori invece Ford, grazie alla doppietta in terra messicana, tornò in testa alla classifica con Citroën seconda a dieci lunghezze, mentre la squadra Peugeot rimase al terzo posto a ulteriori nove punti di distacco.
In Messico si disputava anche la seconda tappa del campionato PWRC, che ha visto vincere l'equipaggio spagnolo costituito da Dani Solà e Xavier Amigò Colón, su Mitsubishi Lancer Evo VII.

## Dati della prova
| Denominazione ufficiale             | Corona Rally México                                      |
| Edizione N°                         | 18                                                       |
| Tappa N°                            | 3 di 16                                                  |
| Data manifestazione                 | da venerdì 12/03/2004 a domenica 14/03/2004              |
| Sede ospitante                      | León (Guanajuato)                                        |
| Sede parco assistenza               | Poliforum, León (Guanajuato)                             |
| Superficie                          | Terra                                                    |
| Iscritti                            | 58                                                       |
| Partiti                             | 54                                                       |
| Arrivati                            | 26 (48,1%)                                               |
| Prove speciali                      | 15                                                       |
| Prova più breve                     | 15,42 km (PS13: Derramadero - Comanjilla)                |
| Prova più lunga                     | 30,47 km (PS11 e PS14: Ibarilla - Mesa)                  |
| Prova più lenta                     | velocità media di 82,75 km/h (PS8: Duarte - Nvo Valle 2) |
| Prova più veloce                    | velocità media di 109,17 km/h (PS2: Santana - Cubilete)  |
| Lunghezza prove speciali            | 394,43 km (37,9% della distanza totale)                  |
| Lunghezza complessiva trasferimenti | 646,24 km                                                |
| Distanza totale                     | 1040,67 km                                               |

## Itinerario
| Frazione            | Prova  | Ora    | Nome                                  | Partenza                              | Arrivo                                | Lunghezza | Totale    |
| ------------------- | ------ | ------ | ------------------------------------- | ------------------------------------- | ------------------------------------- | --------- | --------- |
| Frazione 1 (12 mar) | PS1    | 10:33  | Ortega - La Esperanza 1               | San Felipe                            | Guanajuato                            | 29,06 km  | 108,03 km |
| Frazione 1 (12 mar) | PS2    | 11:21  | Santana - Cubilete                    | Guanajuato                            | Silao                                 | 22,61 km  | 108,03 km |
| Frazione 1 (12 mar) |        | 12:44  | Assistenza – Poliforum, León (20 min) | Assistenza – Poliforum, León (20 min) | Assistenza – Poliforum, León (20 min) | –         | 108,03 km |
| Frazione 1 (12 mar) | PS3    | 14:16  | Ibarilla - El Zauco                   | León                                  | León                                  | 27,30 km  | 108,03 km |
| Frazione 1 (12 mar) | PS4    | 15:34  | Ortega - La Esperanza 2               | San Felipe                            | Guanajuato                            | 29,06 km  | 108,03 km |
| Frazione 1 (12 mar) |        | 17:52  | Assistenza – Poliforum, León (45 min) | Assistenza – Poliforum, León (45 min) | Assistenza – Poliforum, León (45 min) | –         | 108,03 km |
|                     |        |        |                                       |                                       |                                       |           |           |
| Frazione 2 (13 mar) |        | 08:00  | Assistenza – Poliforum, León (20 min) | Assistenza – Poliforum, León (20 min) | Assistenza – Poliforum, León (20 min) | –         | 154,34 km |
| Frazione 2 (13 mar) | PS5    | 08:55  | Duarte - Nvo Valle 1                  | León                                  | León                                  | 25,58 km  | 154,34 km |
| Frazione 2 (13 mar) | PS6    | 09:43  | Derramadero - Chichimequillas 1       | León                                  | Silao                                 | 23,56 km  | 154,34 km |
| Frazione 2 (13 mar) | PS7    | 10:59  | El Gigante - El Zauco 1               | León                                  | León                                  | 28,03 km  | 154,34 km |
| Frazione 2 (13 mar) |        | 12:17  | Assistenza – Poliforum, León (20 min) | Assistenza – Poliforum, León (20 min) | Assistenza – Poliforum, León (20 min) | –         | 154,34 km |
| Frazione 2 (13 mar) | PS8    | 13:57  | Duarte - Nvo Valle 2                  | León                                  | León                                  | 25,58 km  | 154,34 km |
| Frazione 2 (13 mar) | PS9    | 14:45  | Derramadero - Chichimequillas 2       | León                                  | Silao                                 | 23,56 km  | 154,34 km |
| Frazione 2 (13 mar) | PS10   | 16:01  | El Gigante - El Zauco 2               | León                                  | León                                  | 28,03 km  | 154,34 km |
| Frazione 2 (13 mar) |        | 17:19  | Assistenza – Poliforum, León (45 min) | Assistenza – Poliforum, León (45 min) | Assistenza – Poliforum, León (45 min) | –         | 154,34 km |
|                     |        |        |                                       |                                       |                                       |           |           |
| Frazione 3 (14 mar) |        | 06:30  | Assistenza – Poliforum, León (20 min) | Assistenza – Poliforum, León (20 min) | Assistenza – Poliforum, León (20 min) | –         | 132,06 km |
| Frazione 3 (14 mar) | PS11   | 07:17  | Ibarilla - Mesa 1                     | León                                  | León                                  | 30,47 km  | 132,06 km |
| Frazione 3 (14 mar) | PS12   | 08:14  | Alfaro - Nuevo Valle 1                | León                                  | León                                  | 27,85 km  | 132,06 km |
| Frazione 3 (14 mar) | PS13   | 08:57  | Derramadero - Comanjilla              | León                                  | Silao                                 | 15,42 km  | 132,06 km |
| Frazione 3 (14 mar) |        | 09:46  | Assistenza – Poliforum, León (20 min) | Assistenza – Poliforum, León (20 min) | Assistenza – Poliforum, León (20 min) | –         | 132,06 km |
| Frazione 3 (14 mar) | PS14   | 11:18  | Ibarilla - Mesa 2                     | León                                  | León                                  | 30,47 km  | 132,06 km |
| Frazione 3 (14 mar) | PS15   | 12:15  | Alfaro - Nuevo Valle 2                | León                                  | León                                  | 27,85 km  | 132,06 km |
| Frazione 3 (14 mar) |        | 13:55  | Assistenza – Poliforum, León (20 min) | Assistenza – Poliforum, León (20 min) | Assistenza – Poliforum, León (20 min) | –         | 132,06 km |
| Totale              | Totale | Totale | Totale                                | Totale                                | Totale                                | Totale    | 394,43 km |

## Risultati

### Classifica
| Pos.                   | Nº       | Pilota          | Co-pilota            | Auto                       | Squadra                             | Classe    | Tempo     | Distacco | Punti    |
| Generale               | Generale | Generale        | Generale             | Generale                   | Generale                            | Generale  | Generale  | Generale | Generale |
| ---------------------- | -------- | --------------- | -------------------- | -------------------------- | ----------------------------------- | --------- | --------- | -------- | -------- |
| 1.                     | 7        | Markko Märtin   | Michael Park         | Ford Focus RS WRC 03       | Ford BP Rallye Sport                | WRC       | 4h06'46"2 | –        | 10       |
| 2.                     | 8        | François Duval  | Stéphane Prévot      | Ford Focus RS WRC 03       | Ford BP Rallye Sport                | WRC       | 4h07'28"7 | +42"5    | 8        |
| 3.                     | 4        | Carlos Sainz    | Marc Martí           | Citroën Xsara WRC          | Citroën Total WRT                   | WRC       | 4h08'07"1 | +1'20"9  | 6        |
| 4.                     | 1        | Petter Solberg  | Phil Mills           | Subaru Impreza WRC2004     | 555 Subaru WRT                      | WRC       | 4h10'00"9 | +3'14"7  | 5        |
| 5.                     | 2        | Mikko Hirvonen  | Jarmo Lehtinen       | Subaru Impreza WRC2004     | 555 Subaru WRT                      | 'WRC      | 4h10'22"4 | +3'36"2  | 4        |
| 6.                     | 5        | Marcus Grönholm | Timo Rautiainen      | Peugeot 307 WRC            | Marlboro Peugeot Total              | WRC       | 4h10'44"6 | +3'58"4  | 3        |
| 7.                     | 12       | Jussi Välimäki  | Jakke Honkanen       | Hyundai Accent WRC         | Hyundai Motorsport Finland          | WRC       | 4h18'03"1 | +11'16"9 | 2        |
| 8.                     | 9        | Gilles Panizzi  | Hervé Panizzi        | Mitsubishi Lancer WRC04    | Mitsubishi Motors Motor Sports MMSP | WRC       | 4h18'16"8 | +11'30"6 | 1        |
| 9.                     | 11       | Antony Warmbold | Gemma Price          | Ford Focus RS WRC 03       | Ford BP Rallye Sport                | WRC       | 4h20'46"6 | +14'00"4 | -        |
| 10.                    | 6        | Harri Rovanperä | Risto Pietiläinen    | Peugeot 307 WRC            | Marlboro Peugeot Total              | WRC       | 4h26'06"5 | +19'20"3 | -        |
| Campionato piloti PWRC |          |                 |                      |                            |                                     |           |           |          |          |
| 1. (11.)               | 33       | Dani Solà       | Xavier Amigò Colón   | Mitsubishi Lancer Evo VII  | -                                   | N4 / PWRC | 4h26'44"9 | –        | 10       |
| 2. (13.)               | 31       | Toshihiro Arai  | Tony Sircombe        | Subaru Impreza WRX STi     | Subaru Team Arai                    | N4 / PWRC | 4h28'51"2 | +2'06"3  | 8        |
| 3. (14.)               | 34       | Niall McShea    | Gordon Noble         | Subaru Impreza WRX STi     | -                                   | N4 / PWRC | 4h29'21"8 | +2'36"9  | 6        |
| 4. (15.)               | 32       | Karamjit Singh  | Allen Oh             | Proton Pert                | Proton Pert Malaysia                | N4 / PWRC | 4h30'51"7 | +4'06"8  | 5        |
| 5. (16.)               | 47       | Xevi Pons       | Oriol Julià Pascual  | Mitsubishi Lancer Evo VIII | -                                   | N4 / PWRC | 4h32'30"4 | +5'45"5  | 4        |
| 6. (17.)               | 48       | Fumio Nutahara  | Satoshi Hayashi      | Mitsubishi Lancer Evo VIII | Advan-Piaa Rally Team               | N4 / PWRC | 4h34'06"1 | +7'21"2  | 3        |
| 7. (18.)               | 36       | Ricardo Triviño | Jordi Barrabés Costa | Mitsubishi Lancer Evo VII  | -                                   | N4 / PWRC | 4h41'13"6 | +14'28"7 | 2        |
| 8. (19.)               | 37       | Joakim Roman    | Björn Nilsson        | Subaru Impreza WRX STi     | Millbrooks World Rally Team         | N4 / PWRC | 4h48'01"1 | +21'16"2 | 1        |

| Principali ritiri | Principali ritiri | Principali ritiri | Principali ritiri | Principali ritiri         | Principali ritiri                   | Principali ritiri | Principali ritiri | Principali ritiri |
| PS                | Nº                | Pilota            | Co-pilota         | Auto                      | Squadra                             | Classe            | Causa             | Pos.              |
| ----------------- | ----------------- | ----------------- | ----------------- | ------------------------- | ----------------------------------- | ----------------- | ----------------- | ----------------- |
| PS 1              | 42                | Mark Higgins      | Michael Gibson    | Subaru Impreza WRX STi    | -                                   | N4 / PWRC         | Cambio            | –                 |
| PS 3              | 44                | Nasser Al-Attiyah | Steve Lancaster   | Subaru Impreza WRX STi    | -                                   | N4 / PWRC         | Cambio            | 23º               |
| PS 5              | 39                | Alister McRae     | David Senior      | Subaru Impreza WRX STi    | R.E.D World Rally Team              | N4 / PWRC         | Incidente         | 16º               |
| PS 6              | 10                | Gianluigi Galli   | Guido D'Amore     | Mitsubishi Lancer WRC04   | Mitsubishi Motors Motor Sports MMSP | WRC               | Sospensione       | 41º               |
| PS 7              | 3                 | Sébastien Loeb    | Daniel Elena      | Citroën Xsara WRC         | Citroën Total WRT                   | WRC               | Coppa dell'olio   | 1º                |
| PS 10             | 41                | Jani Paasonen     | Sirkka Rautiainen | Mitsubishi Lancer Evo VII | OMV World Rally Team                | N4 / PWRC         | Incidente         | 12º               |

Legenda
| Icona | Classe                                                                                  |
| ----- | --------------------------------------------------------------------------------------- |
| WRC   | Equipaggio di classe A8 che può conquistare punti per il campionato costruttori WRC     |
| WRC   | Equipaggio di classe A8 che non può conquistare punti per il campionato costruttori WRC |
| PWRC  | Equipaggio registrato al campionato PWRC                                                |
| JWRC  | Equipaggio registrato al campionato Junior WRC                                          |
|       | Ulteriori classificazioni                                                               |

### Prove speciali
| Frazione            | Prova | Ora   | Nome                            | Lunghezza | Vincitori                       | Tempo   | Velocità media | Leader del rally            |
| ------------------- | ----- | ----- | ------------------------------- | --------- | ------------------------------- | ------- | -------------- | --------------------------- |
| Frazione 1 (12 Mar) | PS1   | 10:33 | Ortega - La Esperanza 1         | 29,06 km  | Petter Solberg Phil Mills       | 16'38"7 | 104,75 km/h    | Petter Solberg Phil Mills   |
| Frazione 1 (12 Mar) | PS2   | 11:21 | Santana - Cubilete              | 22,61 km  | Sébastien Loeb Daniel Elena     | 12'25"6 | 109,17 km/h    | Petter Solberg Phil Mills   |
| Frazione 1 (12 Mar) | PS3   | 14:16 | Ibarilla - El Zauco             | 27,30 km  | Petter Solberg Phil Mills       | 17'13"9 | 95,06 km/h     | Petter Solberg Phil Mills   |
| Frazione 1 (12 Mar) | PS4   | 15:34 | Ortega - La Esperanza 2         | 29,06 km  | Sébastien Loeb Daniel Elena     | 16'22"9 | 106,44 km/h    | Sébastien Loeb Daniel Elena |
|                     |       |       |                                 |           |                                 |         |                | Sébastien Loeb Daniel Elena |
| Frazione 2 (13 Mar) | PS5   | 08:55 | Duarte - Nvo Valle 1            | 25,58 km  | Petter Solberg Phil Mills       | 18'30"3 | 82,94 km/h     | Sébastien Loeb Daniel Elena |
| Frazione 2 (13 Mar) | PS6   | 09:43 | Derramadero - Chichimequillas 1 | 23,56 km  | Petter Solberg Phil Mills       | 13'51"8 | 101,97 km/h    | Sébastien Loeb Daniel Elena |
| Frazione 2 (13 Mar) | PS7   | 10:59 | El Gigante - El Zauco 1         | 28,03 km  | Petter Solberg Phil Mills       | 19'22"8 | 86,78 km/h     | Markko Märtin Michael Park  |
| Frazione 2 (13 Mar) | PS8   | 13:57 | Duarte - Nvo Valle 2            | 25,58 km  | Petter Solberg Phil Mills       | 18'32"8 | 82,75 km/h     | Markko Märtin Michael Park  |
| Frazione 2 (13 Mar) | PS9   | 14:45 | Derramadero - Chichimequillas 2 | 23,56 km  | Petter Solberg Phil Mills       | 13'47"5 | 102,50 km/h    | Markko Märtin Michael Park  |
| Frazione 2 (13 Mar) | PS10  | 16:01 | El Gigante - El Zauco 2         | 28,03 km  | Petter Solberg Phil Mills       | 19'12"6 | 87,55 km/h     | Markko Märtin Michael Park  |
|                     |       |       |                                 |           |                                 |         |                | Markko Märtin Michael Park  |
| Frazione 3 (14 Mar) | PS11  | 07:17 | Ibarilla - Mesa 1               | 30,47 km  | Markko Märtin Michael Park      | 18'34"6 | 98,41 km/h     | Markko Märtin Michael Park  |
| Frazione 3 (14 Mar) | PS12  | 08:14 | Alfaro - Nuevo Valle 1          | 27,85 km  | Carlos Sainz Marc Martí         | 16'18"7 | 102,44 km/h    | Markko Märtin Michael Park  |
| Frazione 3 (14 Mar) | PS13  | 08:57 | Derramadero - Comanjilla        | 15,42 km  | Petter Solberg Phil Mills       | 8'46"2  | 105,50 km/h    | Markko Märtin Michael Park  |
| Frazione 3 (14 Mar) | PS14  | 11:18 | Ibarilla - Mesa 2               | 30,47 km  | Marcus Grönholm Timo Rautiainen | 18'04"9 | 101,11 km/h    | Markko Märtin Michael Park  |
| Frazione 3 (14 Mar) | PS15  | 12:15 | Alfaro - Nuevo Valle 2          | 27,85 km  | Marcus Grönholm Timo Rautiainen | 16'00"2 | 104,42 km/h    | Markko Märtin Michael Park  |

## Classifiche mondiali
Classifica piloti
| Pos. | Pos. | Pilota          | Punti |
| ---- | ---- | --------------- | ----- |
| 1    |      | Sébastien Loeb  | 20    |
| 2    | 1    | Markko Märtin   | 20    |
| 3    | 1    | Marcus Grönholm | 16    |
| 4    | 1    | François Duval  | 14    |
| 5    | 1    | Petter Solberg  | 13    |
| 6    | 1    | Carlos Sainz    | 10    |
| 7    | 1    | Janne Tuohino   | 5     |
| 8    | N    | Mikko Hirvonen  | 4     |
| 9    | 2    | Freddy Loix     | 4     |
| 10   | 1    | Gilles Panizzi  | 4     |
| 11   | 2    | Henning Solberg | 3     |
| 12   | N    | Jussi Välimäki  | 2     |
| 13   | 2    | Olivier Burri   | 1     |
| 13   | 2    | Daniel Carlsson | 1     |

Classifica costruttori WRC
| Pos. | Pos. | Squadra                             | Punti |
| ---- | ---- | ----------------------------------- | ----- |
| 1    | 1    | Ford BP Rallye Sport                | 40    |
| 2    | 1    | Citroën Total WRT                   | 30    |
| 3    |      | Marlboro Peugeot Total              | 21    |
| 4    |      | 555 Subaru WRT                      | 19    |
| 5    |      | Mitsubishi Motors Motor Sports MMSP | 5     |